# Калгутинський сільський округ
Калгути́нський сільський округ (каз. Калгуты ауылдық округі, рос. Калгутинский сельский округ) — адміністративна одиниця у складі Курчумського району Східноказахстанської області Казахстану. Адміністративний центр — село Каратогай.
Населення — 766 осіб (2021; 1088 у 2009, 1988 у 1999, 2891 у 1989).
Станом на 1989 рік існувала Калгутинська сільська рада (села Акший, Єнбек, Калініно, Каратогай), село Жилитау перебувало у складі Абайської сільської ради. Село Єнбек було ліквідовано 2007 року. 2019 року було ліквідовано село Жилитау.

## Склад
До складу округу входять такі населені пункти:
| Населений пункт   | Старі назви | Населення, осіб (1989) | Населення, осіб (1999) | Населення, осіб (2009) | Населення, осіб (2021) |
| ----------------- | ----------- | ---------------------- | ---------------------- | ---------------------- | ---------------------- |
| Акчий, село       | Акший       | 558                    | 425                    | 260                    | 162                    |
| Єгіндибулак, село | Калініно    | 376                    | 248                    | 89                     | 36                     |
| Єнбек, село       | -           | 27                     | 43                     | -                      | -                      |
| Жилитау, село     | -           | 384                    | 118                    | 61                     | -                      |
| Каратогай, село   | -           | 1546                   | 1154                   | 678                    | 568                    |